# Willem al II-lea de Olanda
Willem al II-lea al Olandei (n. 19 iulie 1228 – d. 28 ianuarie 1256, Hoogwoud⁠(d), Olanda de Nord, Țările de Jos), aparținând familiei Gerulfing, a fost conte de Olanda (1234–1256), antirege romano-german (1248–1254) și rege romano-german (1254–1256).

## Biografie

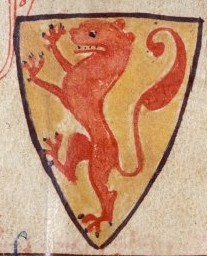
Stema lui Willem al II-lea (într-un manuscris medieval)

Părinții lui Willem au fost contele Floris al IV-lea de Olanda și contesa Matilda de Brabant. Din 1234 Willem a fost succesorul tatălui său în Comitatul de Olanda, fiind până în 1239 sub tutela unchilor săi, Willem (d. 1238) și Otto (d. 1249).

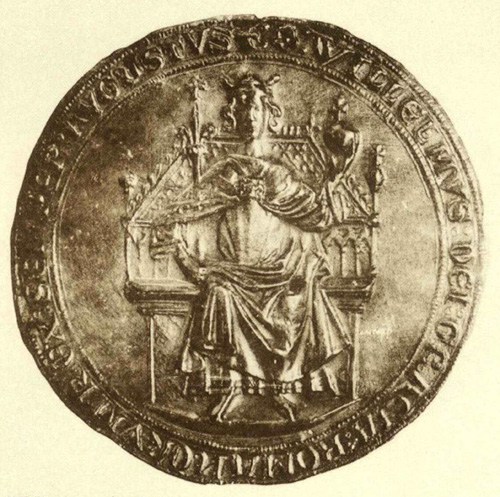
Sigiliu lui Willem al Olandei

După moartea antiregelui Henric Raspe, Willem a fost ales rege romano-german la 3 octombrie 1247 de partida papală din Worringen deoarece niciun alt prinț german nu se încumetase să candideze împotriva unui membru al familiei Hohenstaufen. La 1 noiembrie 1248 Willem a fost încoronat la Aachen. Pentru că unii dintre principii electori îl preferau pe Frederic al II-lea de Hohenstaufen, iar alții nu-i doreau pe niciunul dintre ei ca rege, Willem s-a întors în Olanda fără a se putea impune ca rege romano-german. În același an a construit un castel de vânătoare pe coasta Mării Nordului. Ulterior acest loc a devenit ceea ce s-a numit „Binnenhof” (astăzi sediul parlamentului olandez din Haga). Willem a fost recunoscut ca rege romano-german abia după moartea lui Frederic al II-lea în 1250 și a fiului său, Conrad al IV-lea, în mai 1254 în timpul unei campanii militare în Italia. Willem a câștigat susținători puternici printre italieni prin înfeudări și dovezi de milostivire, dar mai ales prin legătura cu guelfii datorată căsătoriei sale cu Elisabeta, prințesă din Casa de Braunschweig.

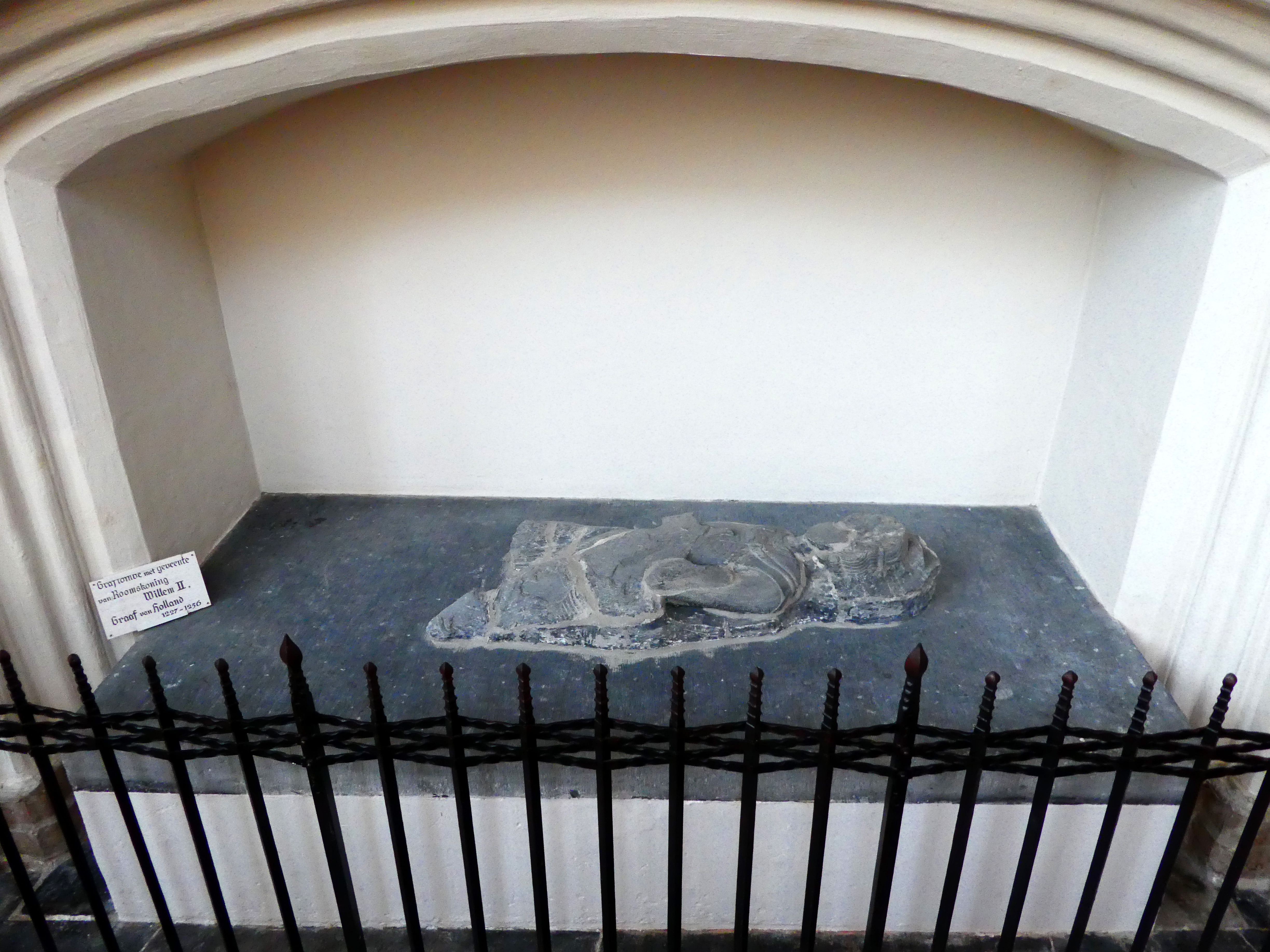
Mormântul lui Willem al II-lea (Biserica Abației Middelburg)

Willem a purtat un război împotriva contesei Margareta a II-a de Flandra care s-a încheiat prin victoria sa în bătălia de la Westkapelle. În 1256 s-a îndreptat împotriva frizonilor rebeli. Pe 28 ianuarie în timpul acestei campanii militare, traversând un râu înghețat lângă Hoogwoud gheața a cedat sub greutatea calului său. Astfel a putut fi prins, ucis de frizoni și îngropat acolo. Abia după douăzecișișase de ani, în 1282, fiul și succesorul său în Comitatul de Olanda, Floris al V-lea, i-a adus rămășițele la Middelburg. Mormântul său se află în Bisericii Abației.

## Căsătorie și descendenți
Willem s-a căsătorit în 1252 cu Elisabeta de Braunschweig (n.c. 1235 – d. 1266), fiica ducelui Otto I de Braunschweig. Din căsătoria lor au rezultat doi copii:
- Floris (n. 1254 – d. 1296), conte de Olanda;
- Mechthild (n. 1256).